# Mnich sázavský
Tzv. Mnich sázavský († 12. století) byl český anonymní kronikář, jeden z tzv. pokračovatelů Kosmových, autor tzv. Kroniky Mnicha sázavského.
Kronika vznikla jako doplnění Kosmovy kroniky o letopisné údaje z let 1126–1162 a o dějiny Sázavského kláštera od jeho založení svatým Prokopem. Kosmova kronika byla tehdy uložena právě v Sázavském klášteře, o jehož existenci se Kosmas jako zastánce latinského liturgického jazyka ve své kronice tendenčně nezmiňuje, neboť jako bohoslužebný jazyk byla v něm používána až do roku 1096 církevní slovanština. Mnich sázavský roli slovanské liturgie doceňuje, ačkoli se dle všeho sám hlásil k liturgii latinské. V pokračování dějinného líčení se zaobíral kromě obecných českých církevních dějin také dějinami sázavského kláštera, zejména za období opata Silvestra, jenž zemřel roku 1161, v době, kdy mnich svou kroniku dokončoval.
Kronika Mnicha sázavského je první českou klášterní kronikou. Dochovala se ve dvou rukopisech ve formě přípisků k jednotlivým rokům Kosmovy kroniky a jejím rozšíření. Prvním z nich byl tzv. Drážďanský rukopis  (přelom 12. a 13. století), který shořel za druhé světové války, druhým je tzv. Vídeňský rukopis ze 14. století.
Dlouho byla také řešena otázka, zda kroniku vytvořil jeden nebo celá skupina kronikářů (hovořilo se dokonce až o čtyřech). Dnes se v souladu se závěry českého historika Václava Novotného považuje kronika za dílo jednoho autora.
Sázavský mnich se ve své kronice dopouští četných protiněmeckých výpadů, v čemž následuje Kanovníka vyšehradského a najde nástupce zvláště v autorovi Dalimilovy kroniky.